# میلونکا ساویچ
میلونکا ساویچ (سیریلیک صربی: Милунка Савић؛ ‏ ۲۸ ژوئن ۱۸۹۲ یا ۱۰ اوت ۱۸۹۰ – ۵ اکتبر ۱۹۷۳) سیاستمدار اهل صربستان بود. او یک قهرمان جنگ اهل صربستان بود که در جنگ‌های بالکان و جنگ جهانی اول جنگید. او پرافتخارترین زن مبارز در تاریخ جنگ‌ها محسوب می‌شود.

## اوایل زندگی و زندگی نظامی

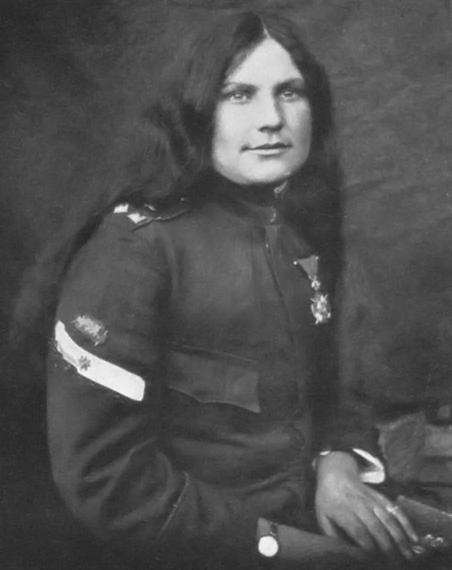
سرجوخه ساویک

میلونکا ساویچ در سال ۱۸۸۹ در روستای کوپریونیتسا نزدیک نووی پازار در صربستان به دنیا آمد. در سال ۱۹۱۲، زمانی که برادرش که به بیماری سل مبتلا بود، احضاریه‌ای برای بسیج نیروها در جنگ نخست بالکان دریافت کرد، او تصمیم گرفت که به جای برادرش به جنگ برود. ساویچ موهای خود را کوتاه کرد، لباس مردانه پوشید و به ارتش صربستان پیوست. دیری نپایید که او درگیر نبرد شد و پس از شرکت در نبرد برگالنیتسا، نخستین مدال خود را دریافت کرد و به درجه گروهبانی ارتقا یافت. در جریان جنگ زخمی شد و هنگامی که در بیمارستان دوران نقاهت را سپری می‌کرد، پزشکان متوجه شدند که او در واقع یک زن است، امری که باعث شگفتی آن‌ها شد.
وبسایت منتال فلاس پیامدهای این افشاگری را چنین توصیف کرده است:
«ساویچ به نزد فرمانده خود فراخوانده شد. آن‌ها نمی‌خواستند او را مجازات کنند، زیرا او یک سرباز ارزشمند و بسیار ماهر بود. عملیات نظامی که منجر به فاش شدن جنسیت او شد، دهمین مأموریت جنگی او بود. اما حضور یک زن جوان در میدان نبرد نیز مناسب به نظر نمی‌رسید. به او پیشنهاد شد که به بخش پرستاری منتقل شود، اما او در حالت احترام نظامی ایستاد و پافشاری کرد که تنها می‌خواهد برای کشورش به عنوان یک سرباز جنگی بجنگد. فرمانده به او گفت که در این مورد فکر خواهد کرد و پاسخ خود را فردای آن روز خواهد داد. ساویچ همچنان در حالت احترام نظامی باقی ماند و پاسخ داد: منتظر می‌مانم. گفته می‌شود که فرمانده او را فقط یک ساعت سرپا نگه داشت و سپس با بازگشت او به پیاده‌نظام موافقت کرد.»
در سال ۱۹۱۴، در روزهای نخست جنگ جهانی اول ساویچ نخستین مدال نشان افتخار ستارهٔ کارجورجه با شمشیر را پس از شرکت در نبرد کولوبارا دریافت کرد. در سال ۱۹۱۶، او پس از نبرد چرنا بند، زمانی که به‌تنهایی موفق به اسارت ۲۳ سرباز بلغاری شد، برای بار دوم این مدال را دریافت کرد.

## افتخارات نظامی
او دو بار نشان لژیون دونور فرانسه و همچنین نشان صلیب سنت جورج روسیه مدال بریتانیایی نشان سنت مایکل و سنت جورج و مدال میلوش اوبیلیچ صربستان را دریافت کرد. او تنها زن دریافت کننده جایزه صلیب نبرد فرانسه ۱۹۱۴–۱۹۱۸ با نخل زرین برای خدمت در جنگ جهانی اول بود.

## سال‌های پایانی زندگی
پس از پایان جنگ، میلونکا ساویچ در سال ۱۹۱۹ از خدمت نظامی مرخص شد. به او پیشنهاد شد که به فرانسه نقل مکان کند، جایی که می‌توانست از مزایای بازنشستگی ارتش فرانسه بهره‌مند شود، اما او این پیشنهاد را رد کرد و تصمیم گرفت در بلگراد بماند و به عنوان کارمند پست مشغول به کار شد. در سال ۱۹۲۳، با وِلژکو گلیگوریه‌ویچ که در موستار با او آشنا شده بود، ازدواج کرد، اما این ازدواج بلافاصله پس از تولد دخترشان میلنا به طلاق انجامید. ساویچ همچنین سه دختر دیگر را به فرزندی پذیرفت. در دوره میان دو جنگ، ساویچ تا حد زیادی در میان عموم مردم به فراموشی سپرده شد. او تا سال ۱۹۲۷ مشاغل دشوار و مختلفی را تجربه کرد تا اینکه به عنوان نظافتچی در بانک رهن دولتی استخدام شد. پس از هشت سال، به نظافت دفتر مدیر کل ارتقا یافت.
در سال ۱۹۴۵، با روی کار آمدن حکومت سوسیالیستی در یوگسلاوی، به او مستمری دولتی داده شد و همچنان در خانه‌اش در منطقه وژدوواتس در بلگراد زندگی می‌کرد. تا اواخر دهه ۱۹۵۰، دخترش به دلیل مشکلات سلامتی در بیمارستان بستری شد و او در خانه‌ای فرسوده در وُژدوواتس با سه فرزندخوانده‌اش زندگی می‌کرد: میلکا، کودکی که در ایستگاه راه‌آهن ستالاچ رها شده بود، رادمیلا-ویشنا و زورکا، دختری یتیم از دالماسی. بعدها، هنگامی که در جشن‌های سالگرد شرکت کرد و مدال‌های نظامی خود را به سینه داشت، افسران ارتش از شجاعت‌های او مطلع شدند. خبر شجاعت‌های او منتشر شد و بالاخره مورد قدردانی عمومی قرار گرفت. در سال ۱۹۷۲، به دنبال فشارهای عمومی و انتشار مقاله‌ای در روزنامه که به وضعیت نامناسب مالی و مسکن او اشاره داشت، شورای شهر بلگراد آپارتمانی کوچک در اختیارش قرار داد.
او در ۵ اکتبر ۱۹۷۳ در سن ۸۱ سالگی در بلگراد درگذشت و در گورستان جدید بلگراد به خاک سپرده شد.

## میراث
خانه زادگاهی میلونکا ساویچ در سال ۲۰۱۵ در کوپریونیتسا بازسازی شد. در این خانه، یک نمایشگاه مردم‌شناسی برپا شده است که شامل اشیایی از دوره‌ای است که او در آنجا زندگی می‌کرد (نیمه اول قرن بیستم).
در اکتبر ۲۰۲۰، یک مجموعه یادبود با نمایشگاهی دائمی که به زندگی میلونکا ساویچ اختصاص دارد، در یوشانیچکا بانیا افتتاح شد.
در سال ۲۰۲۴، مجسمه‌ای از ساویچ در بلگراد رونمایی شد.
در ۲۰۲۲، گروه موسیقی هوی متال سوئدی سبتان داستان زندگی او را در آهنگی با عنوان «بانوی تاریکی» از آلبوم جنگی برای پایان دادن به تمام جنگ‌ها‌ بازگو کرد.